# سه خوک فسقلی
داستان سه خوک فسقلی (به انگلیسی: The Three Little Pigs)
متلی از زبان حیوانات و راجع به سه خوک کوچولو و یک گرگ بدجنس است. در این داستان هریک از خوک‌ها سعی دارد برای خود خانه‌ای از مواد اولیه‌ای خاص بنا کند. گرگ هم در فکر این است که خانه خوک‌ها را خراب کند، اما خانه خوکی که از جنس آجر است، خراب نمی‌شود. این متل برای نخستین بار در سال ۱۸۴۰ به چاپ رسید اما خود داستان سابقه خیلی قدیمی‌تر دارد.

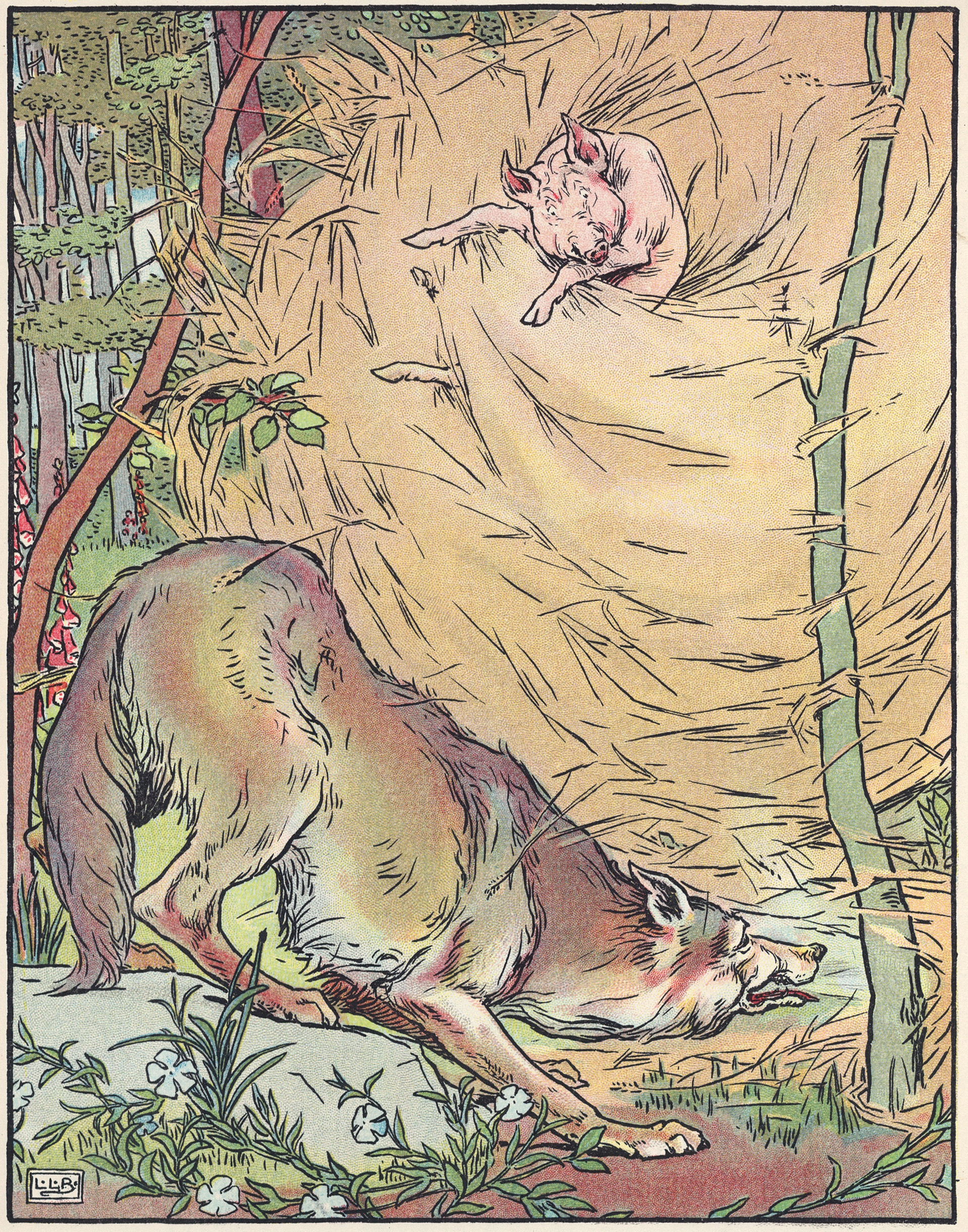
تصویر لئونارد لسلی بروک (1904)

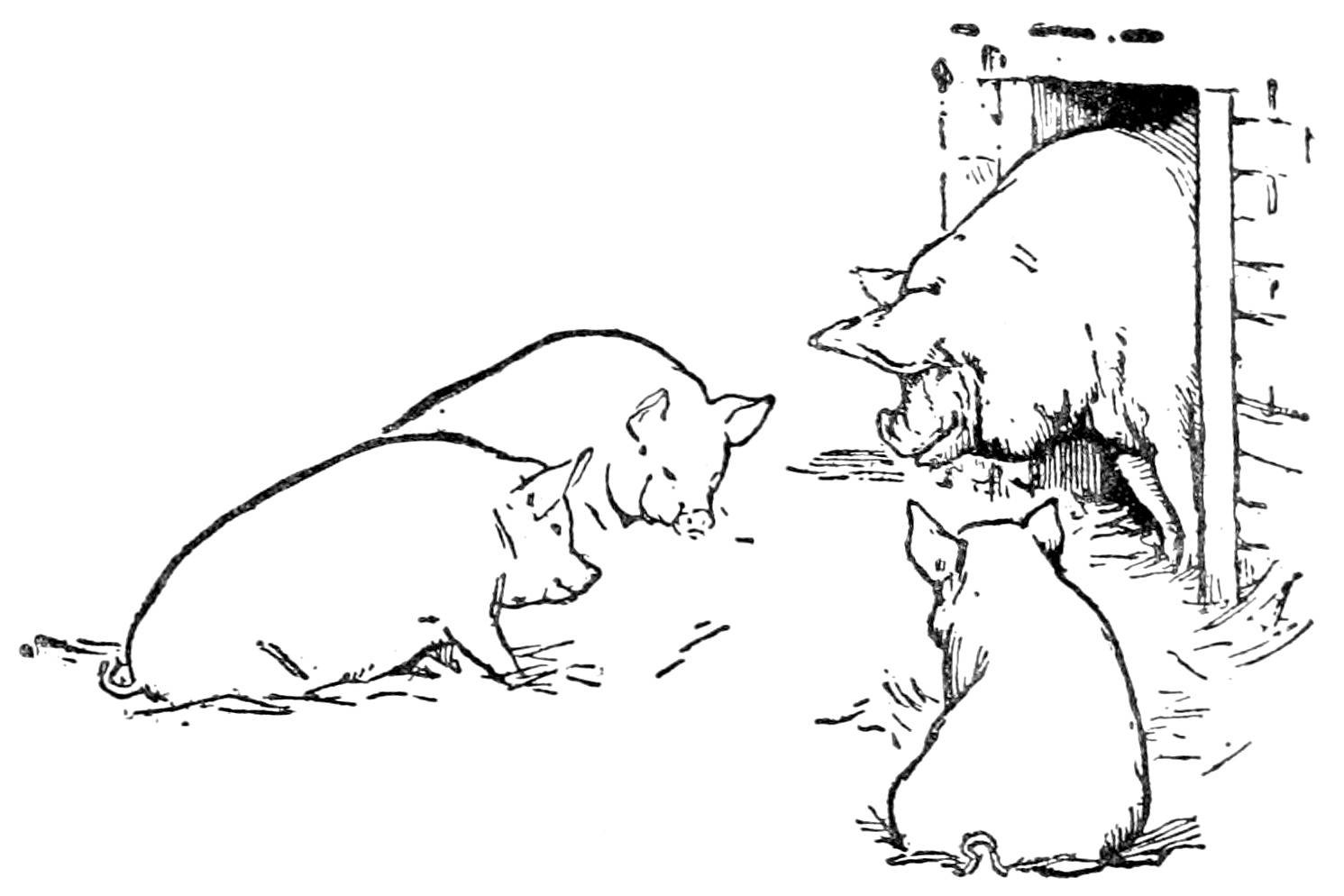
تصویر جان دی. باتن در جوزف جیکوبز، افسانه های انگلیسی (1895)

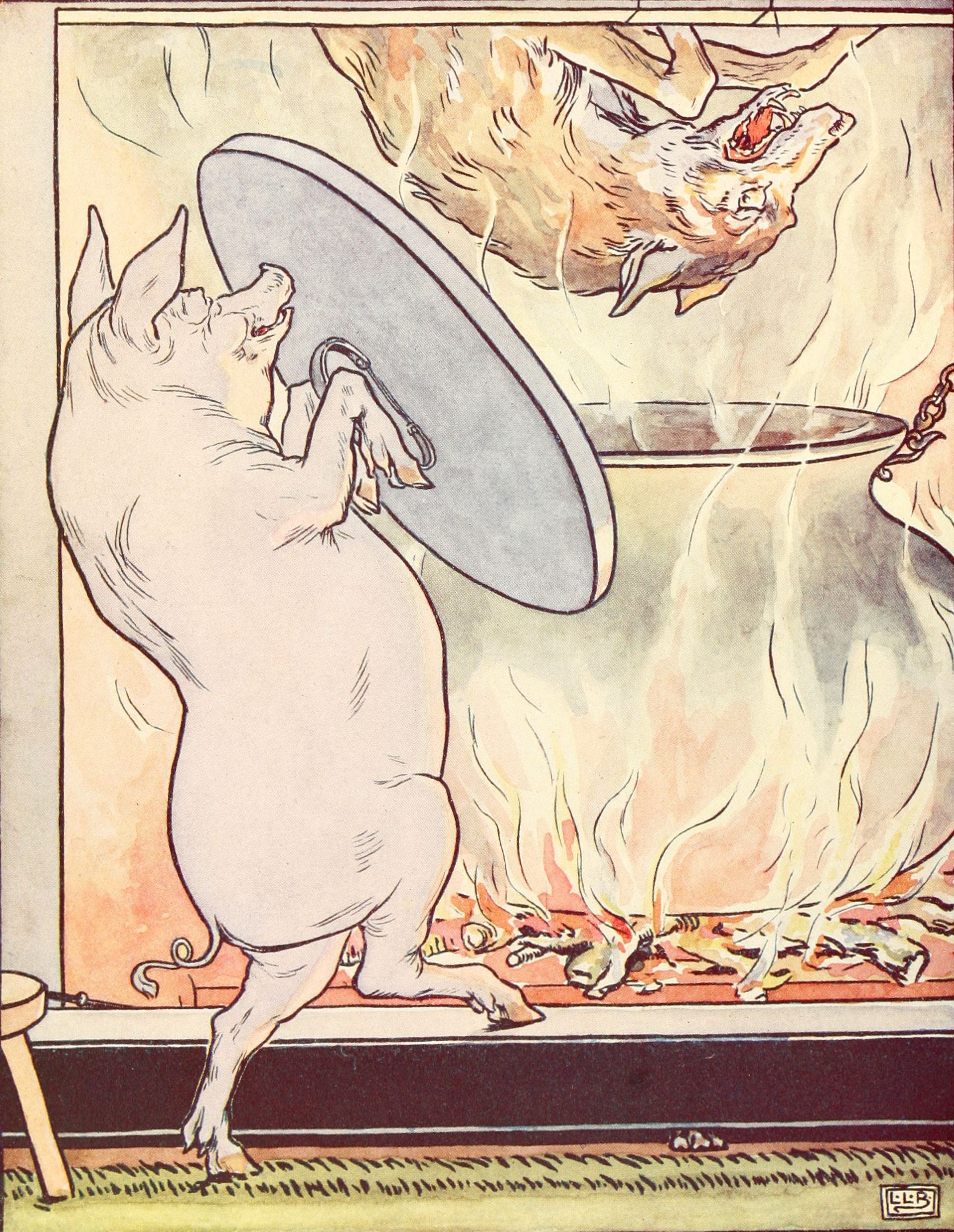
گرگ به گلدان می افتد، لئونارد لسلی بروک

## داستان
روزی روزگاری، سه خوک کوچولو به دستور مادرشان خانه را ترک می‌کنند تا «بخت خود را در دنیا بجویند». هرکدام تصمیم می‌گیرند برای خود خانه‌ای بسازند تا در امان باشند.
خوک اول خانه‌ای از کاه می‌سازد چون ساخت آن سریع و آسان است. اما هنوز زمان زیادی نگذشته که گرگ بدجنس از راه می‌رسد و با فریاد می‌گوید:
«خوکی، خوکی، بگذار بیایم داخل!»
و خوک پاسخ می‌دهد:
«نه، به موی چانه‌ام قسم نمی‌گذارم!»
گرگ می‌گوید:
«پس پف می‌کنم و دَم می‌زنم و خانه‌ات را خراب می‌کنم!»
و واقعاً همین کار را می‌کند. خانهٔ کاهی فرو می‌ریزد و گرگ، خوک اول را می‌بلعد.
خوک دوم خانه‌ای از چوب می‌سازد که کمی قوی‌تر از کاه است. اما گرگ دوباره سر می‌رسد و همان جملات را تکرار می‌کند و خانهٔ چوبی را هم خراب می‌کند و خوک دوم را نیز می‌بلعد.
خوک سوم که عاقل‌تر و آینده‌نگرتر است، خانه‌ای محکم از آجر می‌سازد. گرگ هرچقدر تلاش می‌کند با پف و دَم خانه را خراب کند، موفق نمی‌شود.
گرگ تلاش می‌کند با نقشه‌هایی او را فریب دهد: قرار می‌گذارد صبح زود او را در مزرعهٔ شلغم یا سیب یا در نمایشگاهی ببیند، اما خوک زودتر می‌رود، کارش را می‌کند و قبل از آمدن گرگ بازمی‌گردد.
سرانجام گرگ تصمیم می‌گیرد از دودکش وارد خانه شود، اما خوک داخل بخاری یک دیگ پر از آب جوش آماده کرده و گرگ به محض افتادن در آن، زنده زنده پخته می‌شود. خوک سوم، برادران خود را انتقام می‌گیرد و با خیال آسوده در خانهٔ آجری‌اش زندگی می‌کند.

## تحلیل
این داستان نماد قدرت دوراندیشی و آمادگی در برابر مشکلات زندگی است. در حالی‌که خوک‌های اول و دوم به دنبال لذت‌های زودگذر و آسایش لحظه‌ای‌اند، خوک سوم با تلاش و صبوری، خانه‌ای امن می‌سازد. گرگ در اینجا نماد خطرات و چالش‌هایی است که در مسیر زندگی پیش می‌آیند. تنها کسی که به واقعیت‌ها توجه کند، می‌تواند در برابر آن‌ها ایستادگی کند.
برونو بتلهایم، روان‌کاو معروف، در کتاب کودکان به قصه نیاز دارند،‌ این داستان را نمادی از گذار کودک از اصل لذت به اصل واقعیت در رشد روانی انسان می‌داند.

## نسخه‌های مختلف
در برخی نسخه‌ها، دو خوک اول توسط گرگ خورده نمی‌شوند، بلکه فرار می‌کنند و به خانهٔ آجری برادر سوم پناه می‌برند. در پایان نیز گرگ با افتادن در دیگ، فرار می‌کند یا تنها دمش می‌سوزد.
داستان از ساختار «قانون سه‌تایی» استفاده می‌کند: دو خانهٔ اول خراب می‌شوند اما خانهٔ سوم، به عنوان نتیجهٔ درستی و عقلانیت، باقی می‌ماند.

## ریشه و تاریخچه
نسخه‌ای از داستان در کتاب The Nursery Rhymes of England اثر جیمز هالیول-فیلیپس در سال ۱۸۸۶ آمده‌است. مشهورترین نسخه در کتاب قصه‌های پریان انگلیسی نوشتهٔ جوزف جیکوبز در سال ۱۸۹۰ منتشر شد. نسخه‌ای قدیمی‌تر در سال ۱۸۵۳ در دارت‌مور انگلستان با شخصیت‌هایی همچون سه پیکسی و یک روباه ثبت شده‌است.

## اقتباس‌ها

### انیمیشن و فیلم
- نسخهٔ معروف والت دیزنی با عنوان سه خوک کوچولو در سال ۱۹۳۳ منتشر شد.
- برادران وارنر نسخه‌هایی فانتزی و طنز از این داستان ساختند، از جمله Three Little Bops (سه نوازندهٔ کوچولو) در سال ۱۹۵۷.
- در فیلم‌های شرک، سه خوک کوچولو و گرگ بدجنس شخصیت‌های فرعی هستند.
- نسخه‌های مدرن‌تر در قالب موسیقی، تئاتر و سریال‌های تلویزیونی مانند Tell Me a Story بازآفرینی شده‌اند.

### کتاب و ادبیات کودک
- کتاب داستان واقعی سه خوک کوچولو (۱۹۸۹) ماجرا را از زبان گرگ روایت می‌کند که خود را بی‌گناه می‌داند.
- سه گرگ کوچولو و خوک بدجنس (۱۹۹۳) ساختار داستان را برعکس کرده است.